# Фишер, Руди
Ру́ди Фи́шер (нем. Rudi Fischer, 19 апреля 1912, Штутгарт — 30 декабря 1976, Люцерн) — швейцарский автогонщик, пилот Формулы-1.

## Карьера
Руди Фишер был гонщиком-любителем и специалистом в гонках по подъёму в гору. В 1951 он приобрёл Ferrari 212 и стал выступать в Формуле-1 за команду Écurie Espadon. В чемпионате Фишер очков не набрал, но стал вторым во внезачётной гонке в Бордо, третьим — в Сан-Ремо и Сиракузах, четвёртым — на Гран-при Нидерландов. В этом же году Руди выиграл три гонки в Формуле-2. 

В 1952 Руди Фишер купил Ferrari 500 и провёл сезон Формулы-1. В Гран-при Швейцарии Руди стал вторым, в Гран-при Германии — третьим, и в общем зачёте швейцарец занял четвёртое место. После этого он сенсационно покинул международный автоспорт. В конце 1950-х Руди Фишер принимал участие в некоторых гоночных соревнованиях (в основном — по подъёму в гору).

## Полная таблица результатов вФормуле-1
| Легенда к таблице |                                                                    |
| --- | ------------------------------------------------------------------ |
| В таблице перечислены результаты всех Гран-при Формулы-1, в которых принимал участие гонщик. Строками таблицы являются сезоны, столбцами — этапы чемпионата мира. В каждой клетке указаны сокращённое название этапа и результат, дополнительно обозначенный цветом. Расшифровка обозначений и цветов представлена в нижеследующей таблице. |                                                                    |
| \| Пример \| Описание \| \| ------------ \| ------------------------------------------------------------------ \| \| 1 \| Победитель \| \| 2 \| Второе место \| \| 3 \| Третье место \| \| 5 \| Финишировал, заработав очки \| \| Сход \| Не финишировал, но при этом заработал очки \| \| 12 \| Финишировал, не получив очков \| \| НКЛ \| Финишировал, но не попал в финальную классификацию \| \| 15 \| Участвовал вне зачёта, либо по отдельной классификации \| \| 18 \| Не финишировал, но попал в финальную классификацию \| \| Сход \| Не финишировал \| \| НКВ \| Не прошёл квалификацию \| \| НПКВ \| Не прошёл предквалификацию \| \| ДСК \| Дисквалифицирован \| \| ИСК \| Исключён из протокола соревнований \| \| ТТ \| Заявлен для участия только в тренировках \| \| НС \| Участвовал в квалификации, но не стартовал в гонке \| \| Т \| Травмирован или болен \| \| ОТК \| Отказ от участия \| \| НТР \| Прибыл на соревнования, но на трассу не выезжал \| \| НПР \| Был заявлен в числе участников, но не прибыл к началу соревнований \| \| О \| Соревнования отменены \| \| \| Не участвовал \| \| Поул-позиция \| \| \| Быстрый круг \| \| |                                                                    |
| Пример | Описание                                                           |
| 1 | Победитель                                                         |
| 2 | Второе место                                                       |
| 3 | Третье место                                                       |
| 5 | Финишировал, заработав очки                                        |
| Сход | Не финишировал, но при этом заработал очки                         |
| 12 | Финишировал, не получив очков                                      |
| НКЛ | Финишировал, но не попал в финальную классификацию                 |
| 15 | Участвовал вне зачёта, либо по отдельной классификации             |
| 18 | Не финишировал, но попал в финальную классификацию                 |
| Сход | Не финишировал                                                     |
| НКВ | Не прошёл квалификацию                                             |
| НПКВ | Не прошёл предквалификацию                                         |
| ДСК | Дисквалифицирован                                                  |
| ИСК | Исключён из протокола соревнований                                 |
| ТТ | Заявлен для участия только в тренировках                           |
| НС | Участвовал в квалификации, но не стартовал в гонке                 |
| Т | Травмирован или болен                                              |
| ОТК | Отказ от участия                                                   |
| НТР | Прибыл на соревнования, но на трассу не выезжал                    |
| НПР | Был заявлен в числе участников, но не прибыл к началу соревнований |
| О | Соревнования отменены                                              |
| | Не участвовал                                                      |
| Поул-позиция |                                                                    |
| Быстрый круг |                                                                    |

| Сезон | Команда        | Шасси       | Двигатель           | Ш | 1      | 2   | 3   | 4       | 5      | 6     | 7      | 8        | Место | Очки |
| ----- | -------------- | ----------- | ------------------- | - | ------ | --- | --- | ------- | ------ | ----- | ------ | -------- | ----- | ---- |
| 1950  | Écurie Espadon | SVA         | Fiat L4S            | P | ВЕЛ    | МОН | 500 | ШВА НПР | БЕЛ    | ФРА   | ИТА    |          | —     | 0    |
| 1951  | Écurie Espadon | Ferrari 212 | Ferrari 275 2,5 V12 | P | ШВА 11 | 500 | БЕЛ | ФРА     | ВЕЛ    | ГЕР 6 | ИТА НС | ИСП      | —     | 0    |
| 1952  | Écurie Espadon | Ferrari 500 | Ferrari 500 2,0 L4  | P | ШВА 2  | 500 | БЕЛ | ФРА 11  | ВЕЛ 13 | ГЕР 3 | НИД    | ИТА Сход | 4     | 10   |